# 갯마을 차차차
《갯마을 차차차》는 2021년 8월 28일부터 2021년 10월 17일까지 방영한 tvN 토일 드라마이다.

## 기획 의도
현실주의 치과의사 윤혜진과 만능 백수 홍반장이 짠내 사람내음 가득한 바닷마을 ‘공진’에서 벌이는 티키타카 힐링 휴먼 로맨스

## 제작진

### 제작사
- 스튜디오드래곤
- 지티스트

### 연출
- 유제원 : (tvN 월화미니시리즈 《고교처세왕》(연출), MBN 특별기획드라마 《천국의 눈물》(연출), tvN 금토미니시리즈 《오 나의 귀신님》(연출), tvN 금토미니시리즈 《내일 그대와》(연출), tvN 월화미니시리즈 《어비스》(연출), tvN 토일미니시리즈 《하이바이, 마마!》(연출) 등 연출)

### 극본
- 신하은 : (tvN 월화미니시리즈 《아르곤》(공동집필), tvN 드라마스테이지 《문집》(집필), tvN 월화미니시리즈 《왕이 된 남자》(공동집필) 등 집필)

## 등장 인물
- (†) 표시는 드라마 상에서 최종적으로 사망한 인물이다.

### 주요 인물
- 신민아 : 윤혜진 역 (고등학생: 오예주, 어린 시절: 심혜연)

치과의사. 어릴 적 세상을 떠난 엄마와의 기억에 이끌리듯 바닷마을 공진으로 오게 된다. 도도한 차도녀 타입이었던 그녀는 처음엔 시골 사람들을 이해하지 못하고 서울로 돌아가고 싶어 했지만 자신과 정 반대의 스타일인 두식을 만나면서 점차 주민들과도 친해진다. 성현의 고백을 받고 친구이자 룸메이트인 미선과 함께 서울로 놀러 갔지만 왠지 모르게 백화점에선 남자 옷들만 보이고, 랍스터 요릴 먹을 땐 두식과 먹었던 홍게가 자꾸만 생각나는 것일까. 결국 혜진은 자신의 마음을 깨닫고 공진으로 가 두식에게 좋아한다고 고백한다.
- 김선호 : 홍두식 역 (고등학생: 문성현, 14세: 안성원, 어린 시절: 송민재)

못하는 것이 없던 그를 주민들은 '홍반장'이라고 불렀다. 늘 즐거운 얼굴을 하고 다니는 그는 사실 고아. 부모님은 어릴 때 돌아가시고 할아버지는 중학교 때 심정지로 돌아가셨고 친한 직장 선배도 두식과 함께 차를 타고 있다 교통사고를 당해 죽고 말았다. 이런 것들 때문에 두식은 자신이 사랑하는 사람들은 다 죽는다고 생각하여 어느 날 나타난 차도녀 혜진을 좋아하였지만 애써 마음을 돌려버린다. 하지만 혜진의 앞에 자꾸만 나타나는 대학 선배 성현에게 질투를 느끼고, 혜진의 고백에 참지 못하고 좋아했다고 말한다. 옛날 YK 금융 회사에 다녔었다.
- 이상이 : 지성현 역

OvN 예능국 소속 PD. 혜진의 대학 선배였고 혜진을 좋아한다. 얼굴 좋고 성격 좋고 집안 좋고 직업 좋고 모든 게 완벽한 그. 딱 혜진의 스타일이었지만 이상하게도 혜진은 성현의 고백에 떨떠름한 반응을 보인다.

### 공진 사람들
- 김영옥 : 김감리 역 (†)

공진의 원로이자 정신적 지주이며, 할머니들의 대장. 본래 해녀 출신으로 물질에 생선, 오징어 손질까지 하며 가족들을 뒷바라지 했다. 자식 농사 잘 지은 게 인생의 자랑이다. 그녀의 이름 감리는 태극기의 ‘건곤감리’에서 따온 것으로, 한국광복군 출신이었던 독립운동가 아버지가 붙여준 것이다. 제일 좋아하는 음식은 오징어다. 맏이와 숙자와 함께 자던 날 나중에 다함께 천국으로 가자고 했지만 그날 밤 자신이 먼저 천국으로 떠났다.
- 이용이 : 이맏이 역

할머니 3인방 중 둘째. 옛날에는 덕장을 했으나, 지금은 모두 정리하고 동네 마실이나 다니며 산다. 평생 비린내를 온몸에 묻히고 살아 자주 씻는 습관이 있다. 맏딸로 태어나 이름이 맏이지만 동네 형님 감리에게는 서열이 밀려 꼼짝도 못한다. 대신 막내 숙자에게 강하다.
- 신신애 : 박숙자 역

할머니 3인방 중 막내. 오십년 전 경기도에서 시집 와 거의 표준어를 쓴다. 나이가 일흔이 넘었는데, 아직도 막내인 게 가끔 분통 터진다. 가끔 형님들이 전화하면 일부러 안 받을 때도 있다. 그래놓고는 심심해서 결국 쪼르르 형님들에게 달려가 같이 논다.
- 조한철 : 오윤 역

라이브카페 ‘한낮엔 커피, 달밤엔 맥주’의 주인, 전직 가수. 밝을 때는 커피 팔고, 어두워지면 술을 판다. 우수에 젖은 눈동자와 사연 있어 보이는 외모의 소유자이다. 90년대에 히트곡 하나를 내놓은 채 사라져버린 비운의 가수로, 예명은 ‘오윤’이다. 서태지와 아이들과 붙어 2위까지 한 게 인생 최고의 업적이다. 상처하고 중학생 딸 하나를 키우고 있는데 워낙 되바라져 도무지 감당이 안 된다. 아직까지 과거의 영광에 젖어 살고 있으며, 언젠가 ＜슈가피플>에서 자신을 불러주었다.
- 이봉련 : 여화정 역

공진동 5통 통장. 공진에서 나고 자란 토박이로, 의리 있고 화통한 여장부다. 상가와 집을 여럿 가진 횟집 오너로, 혜진의 집과 치과의 건물주다. 지역 사랑이 대단해 공진동 5통 통장을 세 번째 연임하고 있다. 소꿉친구 영국과 결혼했으나 3년 전 이혼, 이혼 후에도 헐리웃식 쿨한 관계를 유지하고 있었지만 다시 재결합을 한다.
- 인교진 : 장영국 역

공진동 동장. 7급 공무원으로 공직생활을 시작해 작년에 청호시 최연소 동장이 되었다. 시詩를 사랑하는 문학소년 출신으로 감수성이 예민한 성격이다. 동장으로서의 위엄을 지키고 싶지만, 홍반장 앞에서 번번이 좌절된다. 화정과 결혼해 귀한 아들 이준을 얻고 잘 사는 듯했으나, 3년 전 이혼했다. 이혼 이유는 공진의 미스터리 중 하나로 꼽혔으나 이내 밝혀졌다. 화정과 다시 재결합을 한다.
- 차청화 : 조남숙 역

공진반점 사장, 상가번영회 회장. 혜진의 치과 근처에서 중국집을 하고 있으며, 상가번영회 회장이기도 하다. 통장인 화정과는 친구이자, 묘한 라이벌 관계. 빠른 년생으로 학교를 일찍 들어가 화정과는 초중고 동창이지만 자신이 1살 어리단 사실을 은근히 강조한다. 입도 싸고 엉덩이도 가벼워, 공진의 소문은 모두 남숙을 통한다. 남 얘기만큼은 천일야화의 ‘세헤라자데’보다 더 오래 할 자신이 있다.
- 윤석현 : 최금철 역

청호철물 사장, 두식의 친구. 도시를 동경해 고등학교를 졸업하자마자 큰 꿈을 품고 서울로 상경했으나, 일 년만에 질질 짜며 빈털터리가 되어 고향으로 돌아왔다. 윤경과 속도위반으로 결혼해 얻은 딸 보라가 벌써 초등학생, 둘째까지 얻었다. 사람들에게 물건값 오백 원, 천 원을 더 받아 비상금으로 챙기는데 자신을 꿰뚫고 있는 두식 앞에서는 꼼짝도 못 한다.
- 김주연 : 함윤경 역

보라슈퍼 사장, 금철의 아내. 뜨개질을 좋아하고 조근조근 예쁘게 말하는 새댁처럼 보인다. 딸 보라를 보며 쟨 누굴 닮았는지 모르겠다고 하지만, 누굴 닮긴... 윤경을 닮았다! 한때 공진 최고 날라리 출신으로 한때 껌 좀 씹었다. 동네 오빠 금철과 결혼하며 화려한 과거를 정리했지만 가끔 소싯적 모습이 튀어나온다. 둘째인 밥풀이도 낳았다.
- 강형석 : 최은철 역

공진파출소의 순경이자, 함윤경의 도련님. 친형인 금철보다 두식을 좋아하고 잘 따른다. 무엇이든 열심히 하는 성실한 타입이다. 하루에 15시간씩 5년동안 공부에 매진한 끝에 순경 시험에 합격, 어엿한 경찰 공무원이 되었다. 융통성이 없고 곧이곧대로며 한 우물만 파는 타입이다. 잘생겼지만 지나치게 진중한 성격 때문에 제대로 된 연애 경험이 없었지만, 지금은 미선과 사귀고 있다. 공진의 n번째 미스터리인 로또 당참자이다.
- 김성범 : 반용훈 역

공진동 주민센터 주무관. 동장인 영국의 오른팔인 동시에 저격수로, 티격태격 케미를 자랑한다. 안정 지향적인 성격으로 변화를 싫어한다. 화정이 영국에게 음식을 갖다주는 다리 역할을 한다.
- 김민서 : 오주리 역

윤의 딸. 미친 열네 살의 예습복습 공부는 안하지만, 중2병은 선행학습 중이다. 무시하기가 취미요, 말대꾸가 특기. 아빠 윤과는 눈 마주칠 때마다 싸운다. 아이돌 그룹 DOS의 열혈팬으로 장래희망은 DOS의 스타일리스트가 되는 것이다.
- 기은유 : 장이준 역

영국과 화정의 아들. 영국과 화정이 결혼 5년만에 얻은 귀한 아들이다. 날 때부터 선비처럼 점잖은 성격이다. 서예를 즐기고 사자성어를 자주 사용한다. 평소 무표정한 얼굴에 리액션이 없어, 이준을 웃게 하기 위해 부모가 재롱을 떤다. 동네에 또래친구는 보라 하나이고, 정신연령은 안 맞지만 항상 붙어 다닌다.
- 고도연 : 최보라 역

금철과 윤경의 딸. 친구들이 엘사드레스 입고 렛잇고 부를 때, 태권도복 입고 개다리춤 추는 초딩이다. 그 나잇대 아이처럼 해맑고 귀엽다. 생각이 단순해 말보다 몸이 먼저 나가버린다. 돌부처 같은 이준과 정반대 성격이지만, 제법 조화롭게 잘 지낸다.

### 윤혜진의 주변 인물
- 공민정 : 표미선 역

윤혜진의 절친이자 현 치위생사. 중학교 때 혜진과 짝으로 만나 줄곧 친구로 지내고 있다. 중학교 때 만난 이후로 혜진이 공진으로 처음 이사왔을 때 며칠 빼고는 혜진과 떨어진 적이 없다. 푼수기 넘치는 4차원, 뇌와 입이 연결되어 있어 필터링이 없는 팩트 폭격기다. 3년제 치위생과를 나와 10년째 치위생사 생활을 하고 있는데 손이 꼼꼼하고 환자들에게도 친절해 평이 좋다. 연애지상주의자로 열여덟 살 이후로 남자친구가 없었던 적이 없다. ‘사랑이 없는 인생은 여름이 없는 계절과 같다’는 말을 제일 좋아하는데, 그게 스웨덴 속담인 줄은 최근에야 알았다. 그렇게 데이고 까여도 여전히 나쁜 남자가 좋고, 잘생긴 남자는 더 좋다. 공진에 와서 자신의 취향인 홍콩 미남상 은철을 만나 한눈에 반하고 사귄다.
- 서상원 : 윤태화 역

혜진의 아버지. 말이 없고 진지한 성격, 정적인 사람이다. 혜진을 세상에서 가장 사랑하며, 못해준 게 많아 늘 미안하게 생각하고 있다. 아내를 잃고, 오랫 동안 홀로 지내다가 명신을 만나 재혼했다. 은퇴 후, 집에서 혼자 바둑 기보를 보거나 난 가꾸는 일에 골몰해 있다.
- 우미화 : 이명신 역

혜진의 새어머니. 똑부러지고 당차며 쾌활한 성격이다. 전직 조리사로 일하다가 현재는 다양한 봉사활동을 다니고 있다. 혜진이 대학에 간 뒤, 몇년간 교제하던 태화와 재혼했다.

### 지성현의 주변 인물
- 박예영 : 왕지원 역

갯마을 베짱이의 메인작가, 성현의 연인. 성현과는 7년째 손발을 맞추고 있는 베테랑 작가. 성현의 아이디어를 현실화시켜주는 소울메이트 같은 파트너다. 촬영장소 조율부터 사전답사까지 온갖 업무를 도맡아하며 일 빼고는 허당인 성현의 뒤치다꺼리까지 책임지고 있다.
- 이석형 : 김도하 역

갯마을 베짱이의 조연출, 기훈의 아들. 일도 좋지만 자신의 인생도 중요한 90년대생이다. 방송사의 살인적 스케줄 속에서 워라밸을 찾아 고군분투 중이다. 롤모델은 성현인데, 어쩐지 자유로운 두식의 삶도 부럽다.
- 성태 : 준 역

갯마을 베짱이의 출연 멤버. DOS의 메인래퍼이며, 음악 프로듀서의 역할까지 겸하고 있다. 타고난 재능에 노력까지 겸비, 자기관리가 철저하기로 유명하다. 성현과는 형 동생하는 사이인데 프로그램 게스트로 나갔다가 친해졌다.
- 백승 : 인우 역

그룹 DOS의 서브보컬, 갯마을 베짱이의 출연 멤버. 아이돌계의 국민 첫사랑으로 불리는 청순미남이다. 싹싹하고 명랑한 성격으로 낯가림이 없으며, 친화력이 좋다.

### 그 외 인물
- 김승훈
- 미상 : 러시아 어부 역
- 홍지희 : 유초희 역 - 영국의 첫사랑, 청진초등학교 선생님
- 이시훈 : 김명학 역 - 상습 성추행 몰카범
- 미상 : 날치기범 역
- 미상 : 술 취해 기찻길에서 잠든 할아버지 역
- 미상 : 강도 역
- 미상 : 지성현의 친구 역
- 미상 : 홍두식의 대학 선배 역
- 류예리 : 윤혜진의 동기들 역
- 미상 : 도하의 아버지 역
- 미상 : 하랑 역

### 특별출연
- 이정은 : 김연옥 역 - 혜진의 옛날 이웃 (1회)
- 배해선 : 이민영 역 - 혜진이 일하고 있는 병원의 원장 (1회)
- 김진엽 : 이강욱 역 - 혜진의 전 남자친구이자 성현의 고등학교 동창. (5회, 9회)
- 오의식 : 박정우 역 (†) - 홍두식의 대학교 선배, YK자산운용 팀장. 교통사고로 죽음.
- 김지현 : 김선아 역 - 지성현의 사촌누나, 박정우의 아내
- 이호재 : 두식의 할아버지 역
- 박미현 : 유초희 엄마 (14회)
- 심진화 : 조남숙의 공진반점 식당의 손님 (15회)

## 시청률
최저 시청률과 최고 시청률은 시청률 조사회사와 지역별로 시청률에 차이가 있을 수 있습니다.
| 시즌 | 시즌 | 에피소드 번호 | 에피소드 번호 | 에피소드 번호 | 에피소드 번호 | 에피소드 번호 | 에피소드 번호 | 에피소드 번호 | 에피소드 번호 | 에피소드 번호 | 에피소드 번호 | 에피소드 번호 | 에피소드 번호 | 에피소드 번호 | 에피소드 번호 | 에피소드 번호 | 에피소드 번호 | 평균  |
| 시즌 | 시즌 | 1             | 2             | 3             | 4             | 5             | 6             | 7             | 8             | 9             | 10            | 11            | 12            | 13            | 14            | 15            | 16            | 평균  |
| ---- | ---- | ------------- | ------------- | ------------- | ------------- | ------------- | ------------- | ------------- | ------------- | ------------- | ------------- | ------------- | ------------- | ------------- | ------------- | ------------- | ------------- | ----- |
|      | 1    | 1.670         | 1.624         | 2.126         | 2.232         | 2.490         | 2.593         | 2.321         | 2.106         | 2.397         | 2.978         | 2.438         | 2.776         | 2.459         | 3.013         | 2.652         | 3.237         | 2.444 |

| 2021년 | 2021년    | 2021년         | 2021년       | 2021년 |
| 회차   | 방송일    | AGB 시청률     | AGB 시청률   |        |
| 회차   | 방송일    | 대한민국(전국) | 서울(수도권) |        |
| ------ | --------- | -------------- | ------------ | ------ |
| 제1회  | 8월 28일  | 6.821%         | 6.821%       |        |
| 제2회  | 8월 29일  | 6.666%         | 6.687%       |        |
| 제3회  | 9월 4일   | 8.733%         | 9.002%       |        |
| 제4회  | 9월 5일   | 8.742%         | 9.319%       |        |
| 제5회  | 9월 11일  | 9.996%         | 10.940%      |        |
| 제6회  | 9월 12일  | 10.270%        | 11.038%      |        |
| 제7회  | 9월 18일  | 9.102%         | 9.328%       |        |
| 제8회  | 9월 19일  | 8.145%         | 8.472%       |        |
| 제9회  | 9월 25일  | 9.067%         | 9.948%       |        |
| 제10회 | 9월 26일  | 11.397%        | 12.432%      |        |
| 제11회 | 10월 2일  | 9.299%         | 9.935%       |        |
| 제12회 | 10월 3일  | 10.723%        | 11.649%      |        |
| 제13회 | 10월 9일  | 9.171%         | 9.396%       |        |
| 제14회 | 10월 10일 | 11.643%        | 12.477%      |        |
| 제15회 | 10월 16일 | 10.347%        | 10.535%      |        |
| 제16회 | 10월 17일 | 12.665%        | 13.322%      |        |

## 수상 목록
- 2022년 에이판 스타 어워즈 미니시리즈부문 여자 최우수 연기상 (신민아)

## 참고 사항
- 유제원 PD와 신민아는 tvN 금토 드라마 《내일 그대와》 이후 4년 5개월 만에 재회하는 계기가 되었다.
- 조한철과 김영옥은 tvN 토일 드라마 《지리산》에 이어 다시 한 번 더 호흡을 맞추는 계기가 되었다.
- 중국드라마 거유풍적지방이 해당 드라마를 표절했다는 이유로 논란이 되었다.